# La Svivitella
La Svivitella è un dolce tipico dell'Abruzzo e fa parte dei Prodotti agroalimentari tradizionali abruzzesi.